# 불의
불의(injustice)는 불공평 또는 부당한 결과와 관련된 특징이다. 이 용어는 특정 사건이나 상황 또는 더 큰 현상 유지와 관련하여 적용될 수 있다. 서양 철학과 법학에서 불의는 매우 일반적으로 정의의 부재 또는 반대되는 것으로 정의된다.
불의에 대한 감각은 인간의 보편적 특징이지만, 불의하다고 간주되는 정확한 상황은 문화마다 다를 수 있다. 자연의 행위조차도 때때로 불의에 대한 감각을 불러일으킬 수 있지만, 그 감각은 일반적으로 오용, 남용, 방치 또는 교정되지 않거나 법 체계나 동료 인간에 의해 승인된 불법 행위와 같은 인간 행동과 관련하여 느껴진다.
불의에 대한 감각은 강력한 동기 부여 조건이 될 수 있으며, 이는 사람들이 자신뿐만 아니라 부당한 대우를 받고 있다고 생각하는 다른 사람들을 방어하기 위한 조치를 취하게 만든다. 법적 또는 사회적 기준 내에서 불의를 2단계 시스템(two-tiered system)이라고 부르기도 한다.

## 같이 보기
- 법치주의